# 成都ジャイアントパンダ繁殖研究基地

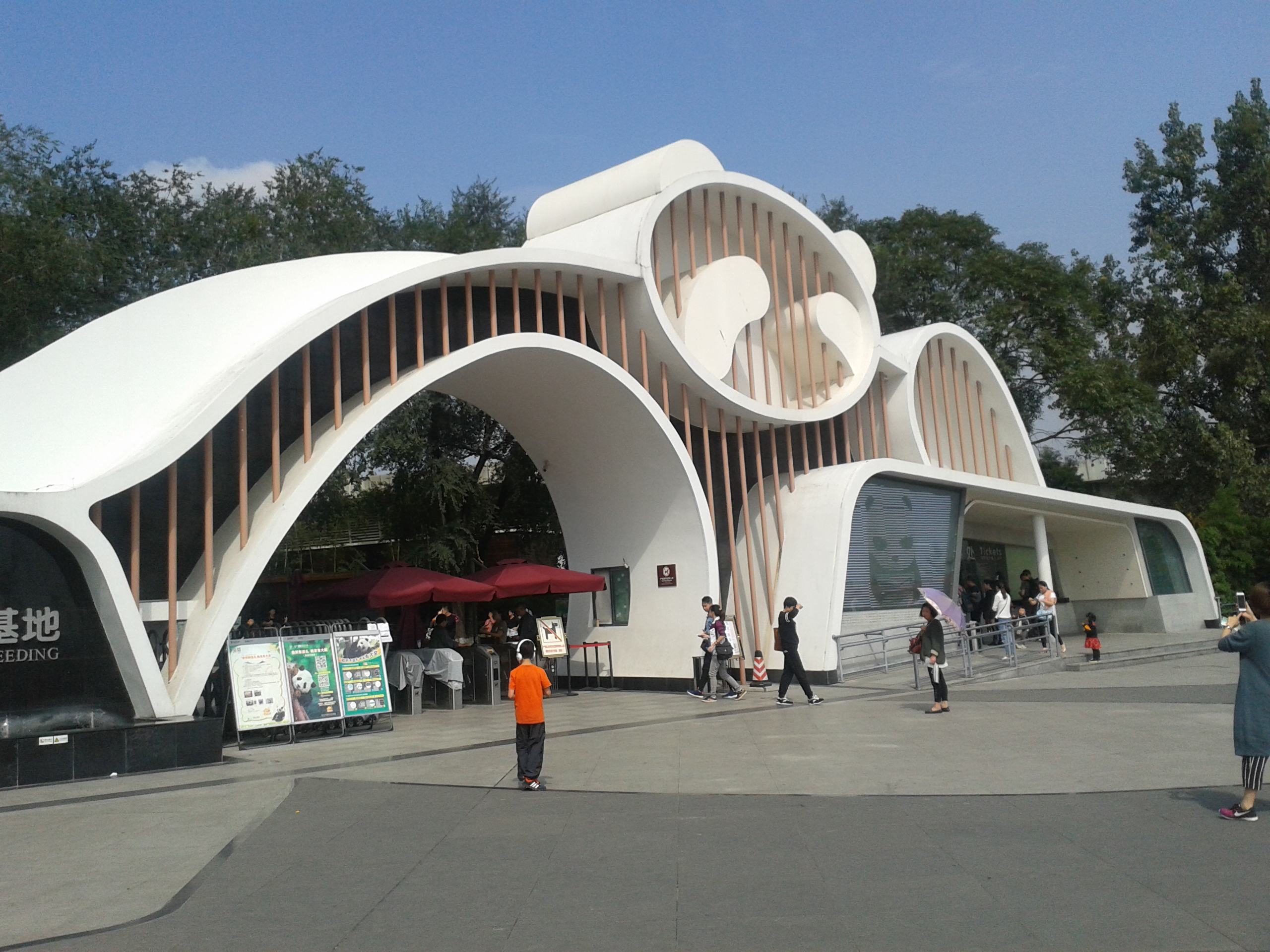
成都パンダ基地の入口

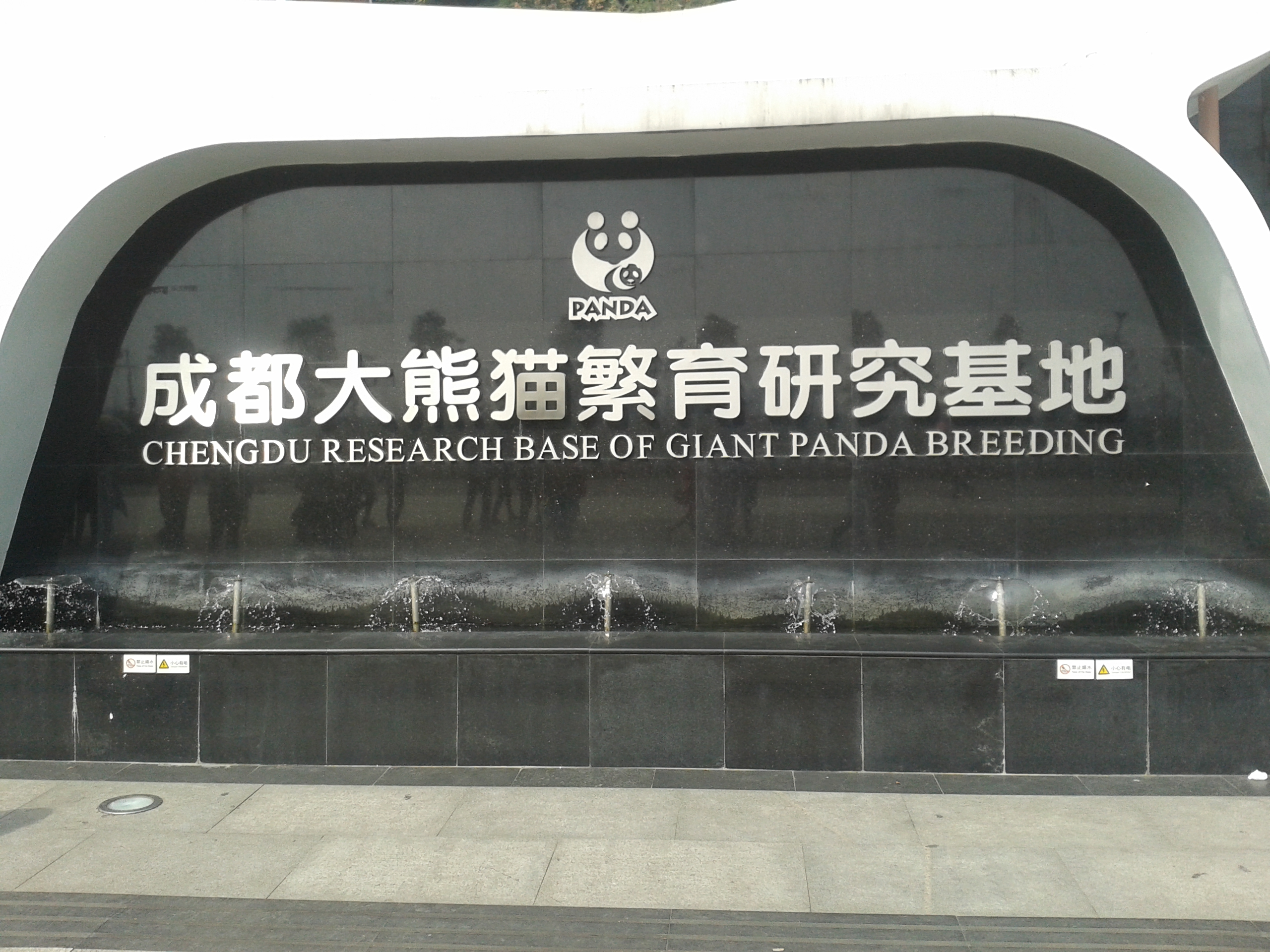

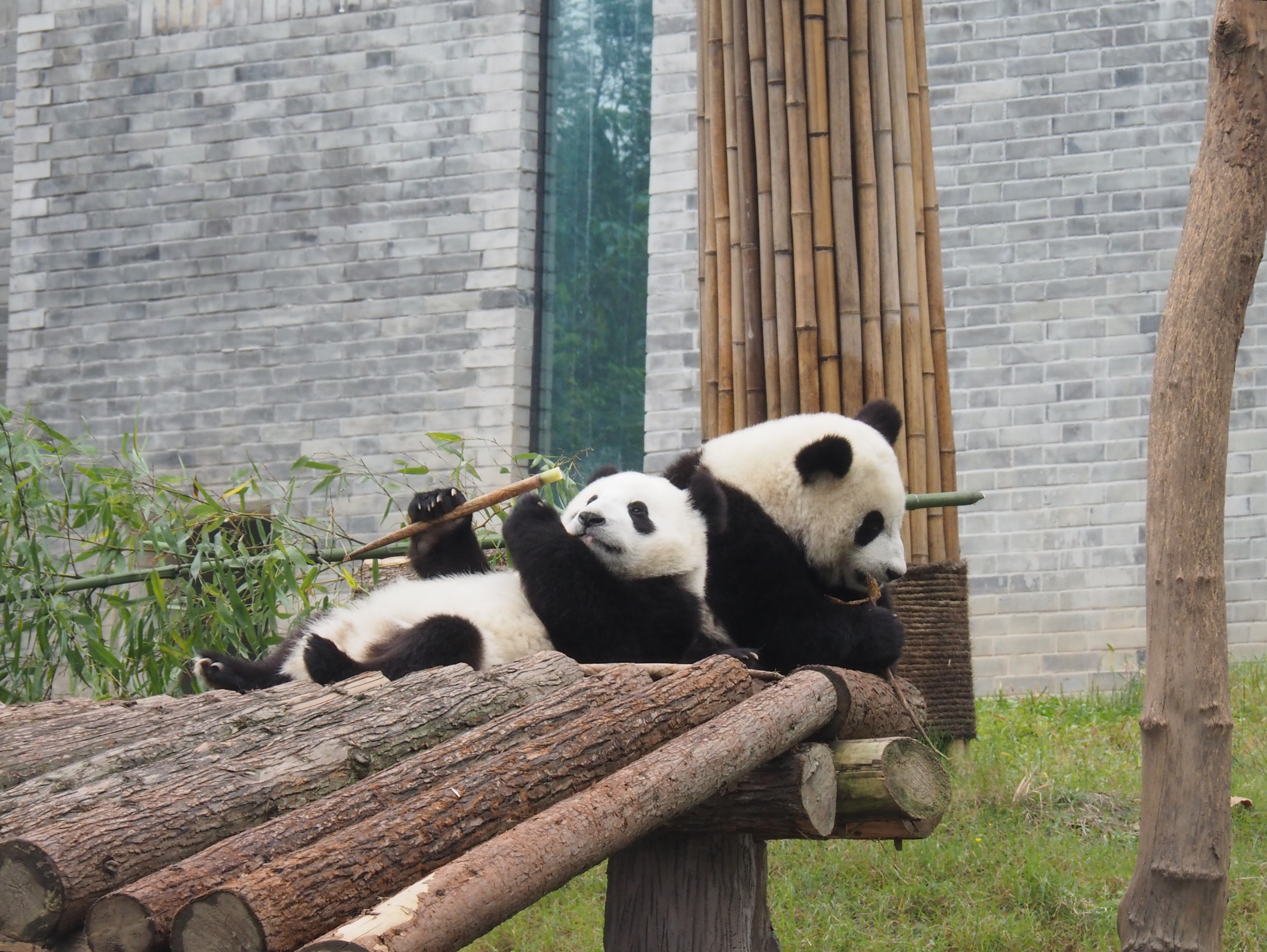
成都パンダ基地で飼育されているジャイアントパンダ

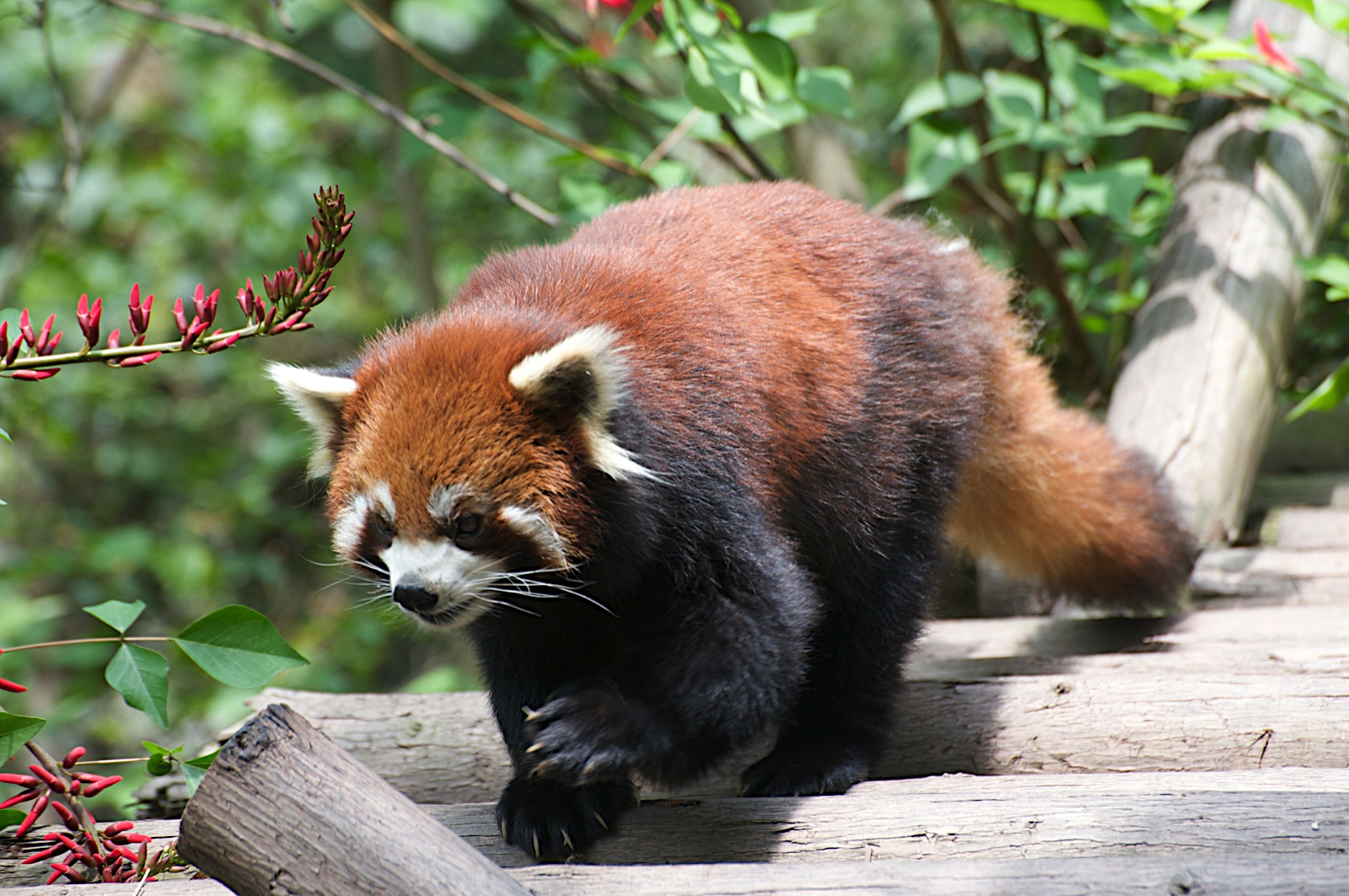
成都パンダ基地で飼育されているレッサーパンダ

成都ジャイアントパンダ繁殖研究基地 (せいとジャイアントパンダはんしょくけんきゅうきち、簡体字中国語: 成都大熊猫繁育研究基地、英語: Chengdu Research Base of Giant Panda Breeding) または単に成都パンダ基地 (せいとパンダきち) は、四川省成都市にあるジャイアントパンダとその他の希少動物の研究・繁殖を行う非営利の施設である。
成都パンダ基地は1987年3月に設立された。成都パンダ基地は保護されたが自然に帰すことが困難だった6頭のパンダから始まった。2011年までに、累計172頭のパンダの繁殖に成功している。
成都パンダ基地は、パンダの繁殖に関する研究・保護教育・教育観光地として世界的に有名な施設である。入園には、Wechatを使用したオンライン予約や、Trip.comでのチケット購入が推奨されているが、チケットに余りがあれば窓口でも購入できる。

## 国際協力
成都パンダ基地はパンダの保護方法の改善のために多くの組織と協力している。1994年に日本のアドベンチャーワールドが世界初の協力先となり、2017年6月までに15頭のパンダの繁殖・育成に成功している。